# Sphärizität (Geologie)
In der Geologie ist Sphärizität eine Kenngröße dafür, wie kugelförmig ein Körper ist.

## Definition
Der Begriff der Sphärizität wurde 1935 von dem Geologen Hakon Wadell definiert. Die Sphärizität {\displaystyle \Psi } eines Körpers K ist das Verhältnis der Oberfläche einer Kugel gleichen Volumens zur Oberfläche des Körpers:
{\displaystyle \Psi ={\frac {\pi ^{\frac {1}{3}}(6\,V)^{\frac {2}{3}}}{A_{O}}}={\frac {\sqrt[{3}]{36\,\pi \,V^{2}}}{A_{O}}}}
wobei {\displaystyle V} das Volumen des Körpers und {\displaystyle A_{O}} seine Oberfläche bezeichne.

## Anwendung
In der Sedimentologie und der Bodenmikromorphologie wird die Sphärizität als Näherungsgröße für die Korngestalt verwendet. Da eine Berechnung zu aufwendig wäre, wird sie üblicherweise mittels Vergleichstafeln geschätzt, die auch eine Bestimmung der Kornrundung ermöglichen. Die Sphärizität wird dann nicht als Zahlenwert, sondern durch Klassifizierung angegeben (z. B. prismoidal, subprismoidal, sphärisch, subdiskoidal, diskoidal).

## Sphärizität bekannter Körper
| Name                                            | Bild              | Volumen                                                                                          | Oberfläche                                                                     | Sphärizität |
| ----------------------------------------------- | ----------------- | ------------------------------------------------------------------------------------------------ | ------------------------------------------------------------------------------ | --- |
| Platonische Körper                              |                   |                                                                                                  |                                                                                | |
| Tetraeder                                       | Tetrahedron       | {\displaystyle {\frac {\sqrt {2}}{12}}\,s^{3}}                                                   | {\displaystyle {\sqrt {3}}\,s^{2}}                                             | {\displaystyle {\sqrt[{3}]{\frac {\pi }{6{\sqrt {3}}}}}\approx 0{,}671}                                                             |
| Würfel (Hexaeder)                               | Hexahedron (cube) | {\displaystyle \,s^{3}}                                                                          | {\displaystyle 6\,s^{2}}                                                       | {\displaystyle {\sqrt[{3}]{\frac {\pi }{6}}}\approx 0{,}806}                                                                        |
| Oktaeder                                        | Octahedron        | {\displaystyle {\frac {1}{3}}{\sqrt {2}}\,s^{3}}                                                 | {\displaystyle 2{\sqrt {3}}\,s^{2}}                                            | {\displaystyle {\sqrt[{3}]{\frac {\pi }{3{\sqrt {3}}}}}\approx 0{,}846}                                                             |
| Dodekaeder                                      | Dodecahedron      | {\displaystyle {\frac {1}{4}}\left(15+7{\sqrt {5}}\right)\,s^{3}}                                | {\displaystyle 3{\sqrt {25+10{\sqrt {5}}}}\,s^{2}}                             | {\displaystyle {\frac {\sqrt[{3}]{180\left(47+21{\sqrt {5}}\right)\pi }}{6{\sqrt {\left(25+10{\sqrt {5}}\right)}}}}\approx 0{,}910} |
| Ikosaeder                                       | Icosahedron       | {\displaystyle {\frac {5}{12}}\left(3+{\sqrt {5}}\right)\,s^{3}}                                 | {\displaystyle 5{\sqrt {3}}\,s^{2}}                                            | {\displaystyle {\sqrt[{3}]{\frac {\left(7+3{\sqrt {5}}\right)\pi }{30{\sqrt {3}}}}}\approx 0{,}939}                                 |
| Körper mit nichtplanaren Flächen                |                   |                                                                                                  |                                                                                | |
| idealer Kegel {\displaystyle (h=2{\sqrt {2}}r)} |                   | {\displaystyle {\frac {1}{3}}\pi \,r^{2}h} {\displaystyle ={\frac {2{\sqrt {2}}}{3}}\pi \,r^{3}} | {\displaystyle \pi \,r(r+{\sqrt {r^{2}+h^{2}}})} {\displaystyle =4\pi \,r^{2}} | {\displaystyle {\sqrt[{3}]{\frac {1}{2}}}\approx 0{,}794}                                                                           |
| Halbkugel                                       |                   | {\displaystyle {\frac {2}{3}}\pi \,r^{3}}                                                        | {\displaystyle 3\pi \,r^{2}}                                                   | {\displaystyle {\frac {2}{3}}{\sqrt[{3}]{2}}\approx 0{,}840}                                                                        |
| idealer Zylinder {\displaystyle (h=2\,r)}       |                   | {\displaystyle \pi r^{2}h=2\pi \,r^{3}}                                                          | {\displaystyle 2\pi r(r+h)=6\pi \,r^{2}}                                       | {\displaystyle {\sqrt[{3}]{\frac {2}{3}}}\approx 0{,}874}                                                                           |
| idealer Torus {\displaystyle (R=r)}             |                   | {\displaystyle 2\pi ^{2}Rr^{2}=2\pi ^{2}\,r^{3}}                                                 | {\displaystyle 4\pi ^{2}Rr=4\pi ^{2}\,r^{2}}                                   | {\displaystyle {\sqrt[{3}]{\frac {9}{4\pi }}}\approx 0{,}894}                                                                       |
| Kugel                                           |                   | {\displaystyle {\frac {4}{3}}\pi r^{3}}                                                          | {\displaystyle 4\pi \,r^{2}}                                                   | {\displaystyle 1} |